# Затворники Альтоны
«Затворники Альтоны» (итал. I sequestrati di Altona) — франко-итальянская чёрно-белая драма режиссёра Витторио Де Сики по одноимённой пьесе Жана-Поля Сартра (1960). Премьера фильма состоялась 30 октября 1962 года.

## Сюжет
Бывший фашист, миллионер Альбрехт фон Герлах (Фредрик Марч), приглашает погостить своего сына Вернера (Роберт Вагнер) на виллу. Он умирает и желает, чтобы сын не только получил по наследству всё состояние, но и продолжил его дело. Однако Вернер счастлив в браке с актрисой Джованной (Софи Лорен) и у молодой четы шовинистические идеи старого миллионера вызывают отторжение. Неожиданно оказывается, что вилла в Гамбурге со времен войны хранит в себе страшную тайну.

## В ролях
- Софи Лорен — Джованна фон Герлах
- Максимилиан Шелл — Франц фон Герлах
- Фредрик Марч — Альбрехт фон Герлах
- Роберт Вагнер — Вернер фон Герлах
- Франсуаза Прево — Лени фон Герлах
- Альфредо Франки — смотритель угодий
- Лючия Пелелла — его жена
- Роберто Масса — шофёр
- Антония Чьянчи — горничная
- Карло Антонини — полицейский чиновник
- Армандо Сифо —  полицейский
- Освальдо Пеккьолли — повар
- Эккехард Шалль — актёр
- Габриэле Тинти — актёр
- Микела Риккьярди
- Дино Де Лука
- Рольф Тасна
- Тонино Чьянчи
- Пьеро Лери

## Съёмочная группа
- Режиссёр-постановщик: Витторио Де Сика
- Сценарист: Эбби Манн, Чезаре Дзаваттини
- Оператор: Роберто Джерарди
- Продюсер: Карло Понти
- Художник-постановщик: Эцио Фриджерио
- Композитор: Нино Рота
- Художник по костюмам: Пьер Луиджи Пицци
- Монтажёры: Мануэль дель Кампо, Адриана Новелли
- Гримёры: Нило Джакопонти, Джузеппе Аннунциата
- Звукорежиссёр: Эннио Сенси
- Дирижёр: Франко Феррара

## Награды и номинации
- 1963 — премия «Давид ди Донателло» за лучшую режиссуру (Витторио Де Сика).[1]
- 1963 — Премия «Бэмби» лучшей актрисе (Софи Лорен).[2]
- 1963 — номинация на премию «Серебряная лента» Итальянской ассоциации кинокритиков за лучшую операторскую работу в чёрно-белом фильме (Роберто Джерарди).[3]